# Visitara undilinea
Visitara undilinea är en fjärilsart som beskrevs av Max Joseph Bastelberger 1908. Visitara undilinea ingår i släktet Visitara och familjen mätare. Inga underarter finns listade i Catalogue of Life.